# Parmularia elongata
Parmularia elongata är en mossdjursart som beskrevs av Canu och Bassler 1929. Parmularia elongata ingår i släktet Parmularia och familjen Parmulariidae. Inga underarter finns listade i Catalogue of Life.